# K2-vitamin
A K2-vitamin a K-vitamin család tagja, mely csak újabban került a figyelem középpontjába elsősorban a csontképző folyamatokban játszott szerepe miatt. A K2-vitamin (menakinon) több rokon vegyület összefoglaló neve, amelyeket általában rövid láncú (legfontosabb képviselőjük az MK-4) és hosszú láncú menakinonokra osztanak (legfontosabbnak tartott képviselői az MK-7, az MK-8 és az MK-9).

## Hatásai az egészségre

### Csontsűrűség
A K2-vitamin fontos szerepet játszhat a csontsűrűség egészséges szinten tartásában. Az erre utaló első jeleket combnyaktöréses betegeknél észlelték, akiknek a vérében rendkívül alacsony volt a K2-vitamin szintje. Később laboratóriumi és klinikai vizsgálatok is igazolták a K2-vitamin-hiány és a csontok meggyengült egészsége közötti szoros összefüggést. Kimutatták, hogy a K2-vitamin hiánya csökkenti az aktív oszteokalcin szintjét, ami növeli a csonttörés veszélyét. Egy holland vizsgálat egyértelműen igazolta, hogy a K2-vitamin a változókor után levő nőknél nélkülözhetetlen a csontok szilárdságának megőrzéséhez, és szerepet játszott a csontok ásványianyag-tartalmának és a combnyak vastagságának a növelésében.
A K2-vitamin különleges szerepét alátámasztó további érvek érkeztek Japánból. Úgy tűnik, a japán lakosságot kevésbé fenyegeti a csonttörés veszélye, mint az európaiakat és az amerikaiakat. Ez az eredmény ellentmondásos lenne, ha csupán a kalciumfogyasztás mértéke befolyásolná a csontsűrűséget. A 2006-ban és 2008-ban közzétett japán tanulmányok szerint azonban a Japánban mért magasabb csontsűrűség a nattó (egy fermentált szójababból készült, K2-vitaminban nagyon gazdag hagyományos reggeli ételféleség) gyakori fogyasztásával hozható összefüggésbe. Úgy tűnik, hogy a nattóval bevitt több K2-vitamin (MK-7) az aktivált oszteokalcin magasabb szintjéhez és a csonttörés kockázatának jelentős csökkenéséhez vezet. Ennek egy másik megerősítése az a 2001-ben közzétett kutatási eredmény, amely szerint fordított összefüggés áll fenn a Japán különböző régióiban elfogyasztott nattó mennyisége és a csípőtáji törések előfordulása között. Azokban a régiókban, ahol a nattó nem része a napi étrendnek, gyakrabban fordul elő csípőtáji törés.

### Szív- és érrendszer
Állatokon végzett kutatások kimutatták, hogy a K2-vitamin napi bevitelének növelésével az érelmeszesedés nem csupán megakadályozható, de vissza is fordítható. A K2-vitamin szív- és érrendszer egészségében betöltött fontos szerepét többek között a 4800 résztvevőn végzett Rotterdam vizsgálat is megerősítette. Ezt egy másik vizsgálat is igazolta, kimutatva azt is, hogy a K-vitaminok közül bizonyos (MK-7, MK-8 és MK-9 típusú) K2-vitaminoknak van a legjelentősebbek szerepük abban, hogy megakadályozzák a kalcium lerakódását az artériák falán.
A csontritkulásos betegekben a kutatások szerint kiterjedt kalcium-lerakódások alakulnak ki, akadályozva a vér áramlását az artériákban. Az erekben fennálló kalciumtöbblet és az ezzel egy időben a csontokban tapasztalt kalciumhiány – mely kalciumpótlás mellett is kialakulhat – a kalcium-paradoxon nevet kapta. Ennek kialakulásáért a K2-vitamin hiánya felelős, mivel jelentősen csökkenti az érelmeszesedés jelenleg ismert leghatásosabb gátlószere, az MGP nevű fehérje aktivitását.

## Hatásai a gyermekek egészségére
Laboratóriumi kísérletek, populációs és klinikai vizsgálatok szerint szoros összefüggés áll fenn a jobb K-vitamin-ellátottság és az erős, egészséges csontrendszer kialakulása között. A K-vitamin gyermekekre gyakorolt kedvező hatását igazolta Summeren és munkatársainak a vizsgálata, mely erős pozitív összefüggést mutatott ki a K-vitamin-szint és a csontok ásványianyag-tartalma között. A korábban végzett vizsgálatok is arra utaltak, hogy a K-vitamin szedése javíthatja a csontok alakját és előnyösen hathat a csonttömeg növekedésére. Az O’Connor és munkatársai által 223 egészséges (11-12 éves) lányon végzett vizsgálat pozitív összefüggést állapított meg a K-vitamin-szint és a csontok ásványianyag-tartalma között.

## K2-vitamin források

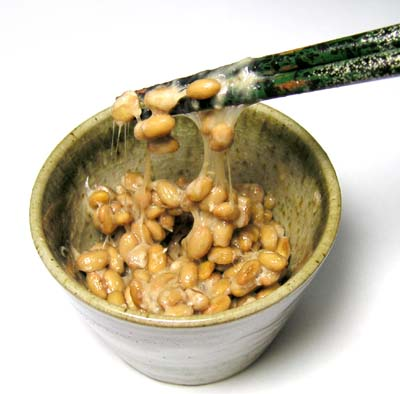
A nattó nevű japán étel K_{2}-vitaminban nagyon gazdag

A K2-vitamin természetes formában megtalálható a baktériumos erjesztéssel készülő élelmiszerekben, például az érlelt sajtokban és a túróban. A K2-vitamin MK-4 változata gyakran kis mennyiségben előfordul a húsokban és a tojásban. A természetes K2-vitamin leggazdagabb forrása az erjesztett szójababból készült natto nevű hagyományos japán étel, ami szokatlanul nagy mennyiségben tartalmazza a természetes K2-vitamin MK-7 formáját, és melynek fogyasztását Japánban számos vizsgálat összefüggésbe hozta a K-vitamin-ellátottság és a csontrendszer egészségének jelentős javulásával. Erős illata és íze miatt azonban ez a szója alapú étel kevésbé vonzó természetes K2-vitamin forrás a nyugati ízlés számára.

## K-vitamin-hiány
Egyre több bizonyíték utal arra, hogy a nyugati társadalom szubklinikai mértékű K-vitamin-hiányban szenved. Régen azt feltételezték, hogy K-vitamin-hiány ritkán fordul elő. Úgy gondolták, hogy a K-vitamin táplálkozással könnyen bevihető, illetve a bélrendszerben élő baktériumok biztosítják a szükséges mennyiséget. Az újabb tudományos adatok azonban azt mutatják, hogy táplálékunk nem tartalmaz olyan sok K-vitamint, mint azt korábban gondolták. Még kiegyensúlyozott étrend mellett is elfordulhat, hogy a bevitt K-vitamin mennyisége nem elégíti ki a szervezet igényeit. Ez különösen aggasztó, figyelembe véve, hogy CJ Prynne kutató szerint a táplálékkal bevitt K-vitamin átlagos mennyisége ma jelentősen kisebb, mint 50 évvel ezelőtt volt, és a K-vitamin napi fogyasztása 1950 óta fokozatosan csökken. Ez magyarázható részben az étrend összetételének megváltozásával (sokkal kevesebb zöld leveles zöldséget fogyasztunk, amelyek K1-vitaminban gazdagok), valamint az elkészítési módok megváltozásával. Régebben az élelmiszerek elkészítése különböző baktériumfajok jelenlétében történt (melyek K2-vitamint termelnek), míg ma a nemzetközi élelmiszer-gyártási előírások által megkövetelt steril körülmények meggátolják a mikroorganizmusok – köztük a jótékony baktériumok – szaporodását és bejutását az emberi szervezetbe.

## Fordítás
- Ez a szócikk részben vagy egészben  a   Vitamin K2 című angol Wikipédia-szócikk fordításán alapul.  Az eredeti cikk szerkesztőit annak laptörténete sorolja fel. Ez a jelzés csupán a megfogalmazás eredetét és a szerzői jogokat jelzi, nem szolgál a cikkben szereplő információk forrásmegjelöléseként.